# شان کوپر
شان کوپر (انگلیسی: Shaun Cooper؛ زادهٔ ۵ اکتبر ۱۹۸۳) بازیکن فوتبال اهل بریتانیا است.
از باشگاه‌هایی که در آن بازی کرده‌است می‌توان به باشگاه فوتبال پورتسموث، باشگاه فوتبال کراولی تاون، باشگاه فوتبال ای‌اف‌سی بورنموث، باشگاه فوتبال کیدرمینستر هاریرس، و باشگاه فوتبال لیتون اورینت اشاره کرد.